# Mahanandi

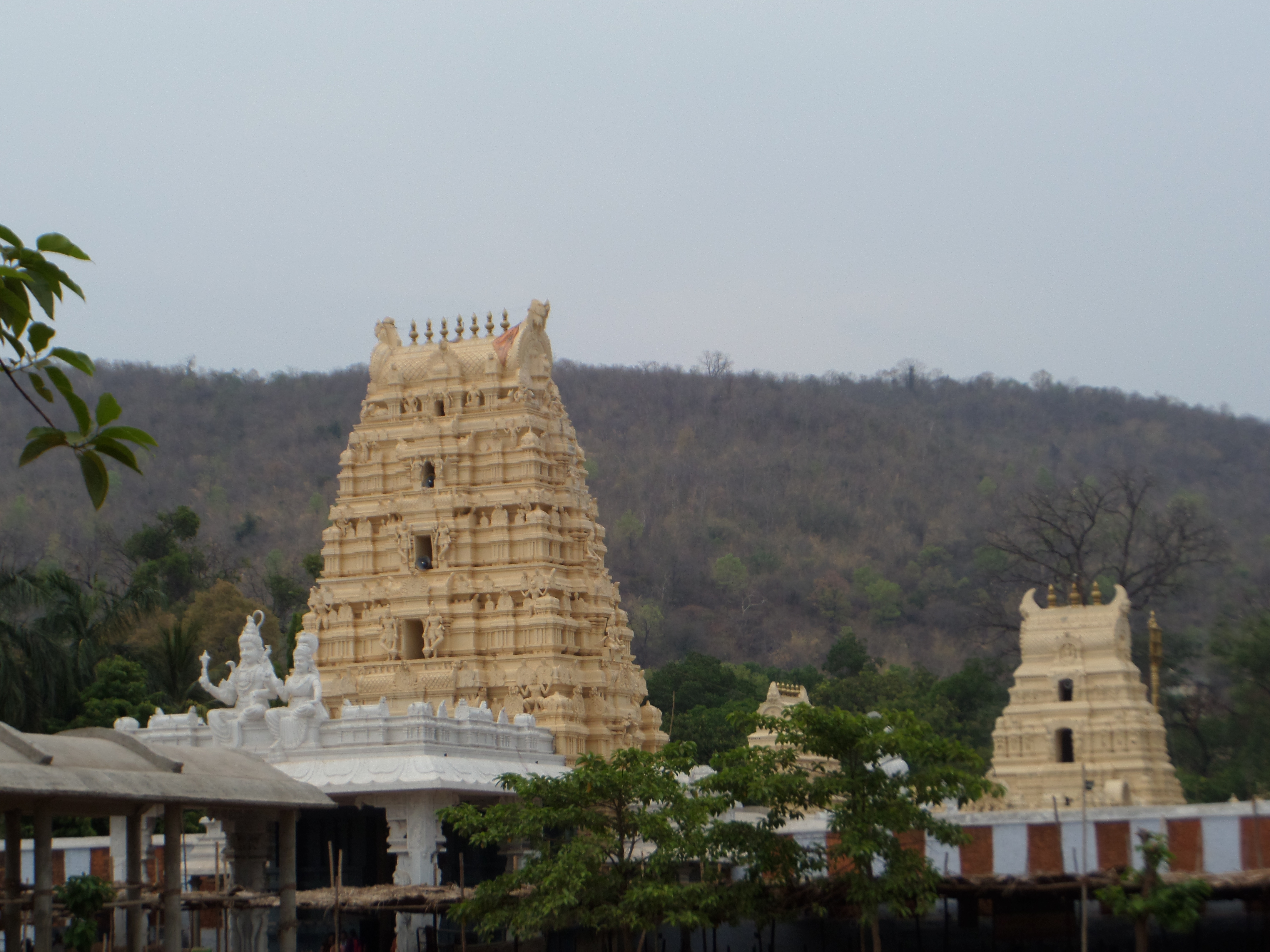
Gopurams des Mahanandi-Tempels

Mahanandi (Telugu: మహానంది) ist ein Subdistrikt (mandal) mit knapp 40.000 Einwohnern im Distrikt Nandyal im indischen Bundesstaat Andhra Pradesh. Der Bezirk ist benannt nach einer für die Gegend bedeutsamen Tempelanlage. Das Mandal ist in 9 Dörfer gegliedert: Basavapuram, Bollavaram, Bukkapuram, Gajulapalle, Gopavaram, Maseedupuram, Nandipalle, Thammadapalle und Thimmapuram.

## Lage
Der Subdistrikt Mahanandi liegt etwa 18 km (Fahrtstrecke) östlich der Distrikthauptstadt Nandyal am Fuß der Nallamala Hills in einer Höhe von ca. 250 m. Die Großstadt Kurnool befindet sich gut 90 km in nordwestlicher Richtung.

## Bevölkerung
Ca. 85 % der Einwohner sind Hindus, ca. 14,5 % sind Moslems und ca. 0,5 % sind Christen; die übrigen indischen Religionen sind kaum vertreten. Männer- und Frauenanteil sind annähernd gleich.

## Wirtschaft
Die Dorfbewohner leben von der Landwirtschaft, die aufgrund nahegelegener Quellen ständig mit ausreichend Wasser versorgt wird, und vom (Pilger-)Tourismus, denn Mahanandi ist auch umgeben von Wäldern und besitzt darüber hinaus ein wichtiges Shiva-Heiligtum.

## Geschichte

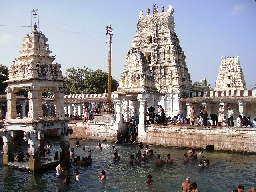
Mahanandi-Tempel und Teich

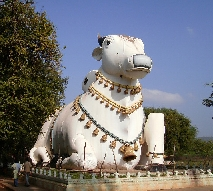
Größte Nandi-Statue Indiens

Man vermutet, dass  die Geschichte des Ortes wegen der in der Umgebung befindlichen fünf Quellen sehr weit zurückreicht; Inschriften aus dem 10. Jahrhundert erwähnen mehrere Restaurierungen des Tempels.

## Sehenswürdigkeiten
- Der Mahanandiswara Swamy-Tempel, der bereits vor etwa 1500 Jahren entstanden sein dürfte, jedoch später immer wieder verändert wurde, ist eins der wichtigsten Heiligtümer in Andhra Pradesh – sein heutiger Zustand stammt aus dem indischen Hochmittelalter; die Tortürme (gopurams) sind nochmals deutlich jünger. Er ist vor allem berühmt wegen seiner Tempelteiche (pushkarinis), die aus einer Quelle unterhalb des Shiva-Tempels ständig mit frischem Wasser versorgt werden. Diesen Gewässern werden Heilkräfte bei allen möglichen Krankheiten und Gebrechen nachgesagt, so dass viele Pilger hier ein Bad nehmen. Das Wasser kann in der mit Lingam und Yoni ausgestatteten Cella (garbhagriha) von den Pilgern berührt werden, was in Indien ungewöhnlich ist, da ansonsten nur die Brahmanen Zutritt zum heiligsten Tempelbereich haben. Von den Tempelteichen aus wird das Wasser weitergeleitet und zur Bewässerung der Felder genutzt.
- Die umliegende Landschaft mit ihren Wäldern und Feldern lädt zu Spaziergängen ein.

Umgebung
- Im Umkreis von etwa 15 km befinden sich neun Nandi-Schreine (nava nandulu), die von Indern gerne aufgesucht werden – im Einzelnen sind dies Mahanandi, Shivanandi, Vinayakanandi, Somanandi, Prathamanandi, Garudanandi, Suryanandi, Krishnanandi (auch Vishnunandi) und Naganandi.